# Alan Watts
 (novembre 2019).
Pour les articles homonymes, voir Watts (nom de famille).
Alan Watts, ou Alan W. Watts, est un philosophe, écrivain et conférencier anglo-américain, né le 6 janvier 1915 à Chislehurst dans le Kent (Angleterre) et mort le 16 novembre 1973 à Mont Tamalpais en Californie. Autodidacte, il est l'auteur de vingt-cinq livres et de nombreux articles sur la spiritualité, les religions et philosophies d'Orient et d'Occident (bouddhisme Zen, taoïsme, christianisme, hindouisme).
Chroniqueur réputé de radio et de télévision en Californie, intéressé par les nouvelles tendances apparaissant en Occident à son époque, il se fit l'apôtre d'un certain changement des mentalités à propos de la société, la nature, les styles de vie et l'esthétique, et il est considéré comme l'un des pères de la contre-culture aux États-Unis. C'est un des personnages des Clochards célestes de Jack Kerouac.
La suppression de la collection Denoël/Gonthier a interrompu la traduction de son œuvre en français, avant qu'elle ne reprenne chez d'autres éditeurs.

## Parcours
Alan Wilson Watts naît à Chislehurst, bourgade au sud-est de Londres. Il entre en 1928 à la King's School de Canterbury, où il reçoit une éducation censée faire de lui un parfait gentleman britannique. Plutôt que les sermons, il préfère les leçons pratiques en art du bien vivre du père d'un de ses camarades de classe, leçons qu'il reçoit lors d'un voyage sur le continent, qui sera en quelque sorte initiatique. Watts gardera jusqu'à sa mort un goût marqué pour la bonne chère, le vin et les alcools fins, les cigares, tous plaisirs sensuels qui, pour lui, n'entrent pas en conflit avec la quête mystique.

### La découverte du bouddhisme
À son retour en Angleterre, le jeune Alan lit Lafcadio Hearn qui avive sa sensibilité à la nature —que son père avait déjà aidé à développer— ainsi qu'à l'esthétique des jardins chinois et japonais qui, par la distribution spatiale des pleins et des vides ainsi que par l'agencement symbolique des Cinq éléments (wu xing), sont des leçons de métaphysique (tout comme les églises et cathédrales médiévales sont des leçons de théologie). Cet intérêt pour le bouddhisme fait figure d'exception dans les années 1930 et on trouve peu d'ouvrages sur ce thème. Néanmoins, une « Société bouddhiste » a vu le jour à Londres, et l'adolescent s'empresse d'y adhérer. Elle lui permettra de découvrir les textes fondateurs du Chan/Zen fusionnant le taoïsme et le bouddhisme mahayana, « aucune des deux doctrines ne l'emportant sur l'autre ».
En 1936, la découverte des livres de D.T. Suzuki sera un événement essentiel pour Watts. Il a même l'occasion de le rencontrer lors du Congrès mondial des religions. Il rencontre diverses personnalités telles que Krishnamurti ou Ruth Fuller Sasaki, de retour du Japon où elle a visité plusieurs monastères zen en compagnie de sa fille Eleonore Everett. Plein d'admiration pour la mère, le jeune Alan (engoncé dans son éducation anti-sexuelle) épouse la fille. Ils se marient (chrétiennement) en 1938 et s'établissent à New York avec le soutien financier de la belle-mère, alors épouse d'un riche avocat. Ils se rangent sous la houlette de Sokei-an Sasaki (en), un des premiers maîtres du Zen Rinzai à s'installer et à enseigner aux États-Unis, et que Ruth Fuller épousera en 1944, après son divorce.

### Prêtre épiscopalien
En 1940, Watts entre dans l’Église épiscopale, qui admet au sacerdoce des personnes déjà mariées. Il sera ordonné en 1945. L’Église Épiscopale est la seule organisation américaine d'importance à avoir conservé une dimension ésotérique. Watts lui reproche cependant de manquer de mysticisme. À ses yeux toutefois, les autres organisations religieuses sont encore moins bien. En effet, non seulement elles ne donnent pas accès à l'expérience de Dieu, mais elles l'ignorent, lui préférant « le copain christique » (pour reprendre l'expression que les théologiens de l'Institut Catholique de Paris utilisaient dans les années 1960 et 1970 pour fustiger la censure de toute divine transcendante)[réf. nécessaire].
Il devient aumônier de l'Université Northwestern, près de Chicago, son ministère peu conventionnel séduit nombre d'étudiants. Mais ses positions lui valent d'être soupçonné de « panthéisme »: aux yeux de certains, Watts insiste trop sur la naturalité joyeuse de la liturgie et des bonnes relations humaines, y compris sexuelles. Il incite certains de ses étudiants à avoir des relations intimes avant même d'avoir reçu le sacrement du mariage, ce qui scandalise. Même si, sur plusieurs plans, elle est beaucoup plus libre que ses sœurs anglicane et romain, l’Église épiscopale demeure fortement imprégnée du puritanisme ambiant (ce qui, plus tard, fera dire à Watts[réf. nécessaire] que, dans le contexte américain général des années 1960, une revue comme Playboy fait œuvre de salubrité publique).
En 1949, il reconnaît sa dette envers la tradition et l'ésotérisme en écrivant L'Identité Suprême, dont la bibliographie comporte six ouvrages d'Ananda Coomaraswamy et huit de René Guénon. Ensuite, son orientation s'unifie et s'affine au contact approfondi de la pensée chinoise et des recherches contemporaines en sciences humaines. Alan Watts lui-même le soulignera en introduction à presque tous ses ouvrages postérieurs à 1950: la différence Orient-Occident n'est plus géographique , elle est de culture et civilisation.

### Rupture avec l'Église et nouvelles publications
En 1950, il quitte l’Église, devient un philosophe indépendant (free-lance). Il écrit La Sagesse de l'Insécurité, en compagnie d'Antonietta, qui deviendra sa seconde femme. Le message essentiel est la récusation de toute prétention à « capter » et figer Dieu en un concept. L'ensemble de ses exposés dans cet ouvrage est, de l'avis général, fortement empreint de l'influence de Jiddu Krishnamurti. Il est à la théologie classique ce que furent les premières conférences de Krishnamurti à la théosophie.[réf. nécessaire] Dieu n'a nul besoin de « soldats » pour la défendre ou en faire la propagande : la foi même ne requiert aucun objet sinon la confiance de se laisser couler et immerger en Elle. Alors, Elle vous porte !
En 1957 —il a alors 42 ans— il publie son livre le plus connu Le Bouddhisme Zen (The Way of Zen), n'hésitant pas à y introduire des idées provenant de la Sémantique Générale d'Alfred Korzybski. L'année suivante paraît Amour et Connaissance (Nature, Man and Woman) qui, à divers égards, reprend l'esprit général de Bouddhisme Zen à l'intention d'un grand public qui ne posséderait aucun élément de culture chinoise. En 1958 toujours, il fait un voyage en Europe en compagnie de son père, rencontre le psychiatre Carl Jung ainsi que Karlfried Graf Dürckheim, psychothérapeute et pratiquant de zazen.
De retour aux États-Unis, il enregistre deux saisons (1959-1960) pour la télévision sur la Sagesse Orientale et la Vie Moderne (Eastern Wisdom and Modern Life).
À l'invitation de plusieurs psychologues et psychiatres, il expérimente diverses drogues dont il rendra compte dans Joyeuse Cosmologie (1962). Il ne désavouera jamais cette expérimentation, en tant qu'expérimentation. Les opposants à l'usage de drogues psychédéliques citent volontiers son tardif « Si vous avez reçu le message, raccrochez le téléphone », mais d'un autre côté oublient d'ajouter qu'il dit quasiment la même chose de toute institution religieuse ou philosophique plus « accro » à la lettre qu'à l'esprit qu'elle est supposée délivrer. Le point de vue auquel il s'arrêtera est identique à celui qu'il adopta pour l'alcool : le problème est avant tout social, toute question de méfaits ou bienfaits individuels mise à part. Il cessera de traiter le sujet, s’intéressant davantage aux nouvelles théories sur la matière développées par les physiciens du XXe siècle. En diverses occasions, il met en garde contre un ésotérisme qui serait une nouvelle croyance, un espoir de progrès à rebours ; il indique qu'il est prudent (nous invoquerions aujourd'hui le principe de précaution) de l'aborder au travers de notre rationalisme occidental.
Son dernier livre, inachevé, porte sur le taoïsme comme introduction à la pensée chinoise dans son ensemble, avec une post-face de Chungliang Al Huang (en)(dont Watts venait de préfacer l'ouvrage sur la « danse » du tai-chi-chuan).

## Une vocation contrastée

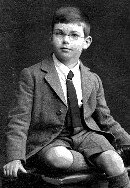
Alan Watts à l'âge de sept ans.

En 1938, Watts émigre aux États-Unis. Il est initié au bouddhisme zen rinzai par Roshi Sokei-an Sasaki qu'il côtoie pendant trois ans, après quoi il étudie la théologie avant d'être prêtre épiscopalien en 1945. Mais il quitte la prêtrise en 1950 et se rend en Californie, où il entre à l'Académie Américaine des Études Asiatiques – dont il sera brièvement le plus jeune doyen.
Il devient alors très connu et suivi dans la région de San Francisco, grâce à ses prestations à la Radio de Berkeley, à ses émissions de télévision et à ses séminaires en comparatisme religieux. Ses livres lui confèrent bientôt une renommée internationale dans les milieux chan/zen et des sciences humaines, comme la philosophie, la psychologie et la critique sociale. Il vit ensuite alternativement dans une vieille péniche à roue ancrée à Sausalito, et une grande cabane dans les Monts Tamalpais, près de San Francisco.
Quand on sait que ces Monts Tamalpais, où Alan Watts trouvera la mort, étaient alors vu par les Amérindiens comme un lieu mystique, on peut dire qu'il est né et mort dans le sacré —ce sens du sacré qui faisait que Mircea Eliade reconnaissait à Watts une sorte de pouvoir de divination. Un sens du sacré que les religions cachent plus qu'elles ne révèlent. Sur cette base, le jeune Alan reçut ensuite une robuste éducation chrétienne teintée contradictoirement de puritanisme et d'un "savoir" de la Vie Bonne très épicurien. Il put se soustraire rapidement à la première influence pour développer une vision très dionysiaque de la religion. Très tôt, cette vision joyeuse de la religion fut indissociable chez lui d'un besoin d'imaginaire et de merveilleux directement lié à une sensibilité « écologique » directe transmise, par son père qui lui apprenait le nom des fleurs sauvages comme des papillons, et une esthétique picturale transmise par sa mère. Celle-ci, issue d'une famille missionnaire en Chine, avait hérité d'une petite collection de broderies, lithographies et peintures sur papiers orientales.
Diverses conférences et relations humaines directes le convainquirent de la valeur du bouddhisme, principalement zen ; il y fut comme jeté lorsqu'il découvrit les insuffisances de la vision aristocratique d'un Spengler comme l'échec total des actions pacifistes – pourtant clairvoyantes – de Dimitri Mitrienovic. Ce dernier fut le seul maître qu'il eut vraiment, auquel il voua un véritable esprit d'enthousiasme et d'obéissance. Mais l'échec de celui-ci le fit sortir de tout « sens de l'histoire » et de tout intérêt pour la sphère politique, ses dévoiements, compromissions et lâchetés.
Ces deux pôles de paix, – celui de la paix intérieure individuelle, qu'il découvrit par ses premières expériences du bouddhisme et taoïsme de la contemplation Chan/Zen (pour laquelle méditation et compassion sont déjà par nature inséparables) ; et celui de la paix entre les peuples, les cultures et les nations – ne trouveront leur synthèse qu'à la lecture de René Guénon (1949).

## Perspectives
En 1968, Jacques Mousseau rapporte que les préoccupations socio-spirituelles 40 ans auparavant n'ont pas tellement changé : jeter un pont entre pensée occidentale et pensée orientale, une philosophie occidentale spéculative, « un échafaudage de théories concernant la nature de l'être et la nature de la connaissance, uniquement basées sur des mots » et une philosophie orientale plus empirique, qui est avant tout une expérience. « Son but fondamental est de modifier la conscience de telle sorte que l'individu puisse connaître une expérience de lui-même différente de celle qu'on appelle normale. » « Une expérience de nous-même qui ne soit plus déterminée par la culture dans laquelle nous vivons, mais directement par l'expérience vécue de l'existence de nous-même. » Une philosophie nouvelle à partir « de sentiments nouveaux, de règles nouvelles, de concepts nouveaux pour définir ce que signifie être en vie, ce que signifie être un homme. En d'autres termes, nous avons besoin de cesser de nous considérer, ici, comme des étrangers dans un monde étranger. »
Techniquement, on peut dire que l’École Traditionnelle n'est pas un humanisme, particulièrement un humanisme « à la française » qui rejette d'égale mesure l'animalité (éthologie) de l'être humain et son potentiel de déification (qui s'obtient par grâce, selon l’Église catholique ; par nature, selon les pensées orientales). « Il existe cinq façons de communiquer avec le monde : cultiver la terre, cuisiner, travailler pour se vêtir, avoir un toit où s'abriter et faire l'amour. Autant dire que dans notre univers technologique, nous sommes loin de ces moyens de communication avec le monde matériel »
À un moment, Alan Watts résuma sa conception de l'homme d'une manière lapidaire mais trompeuse : organisme-environnement ; elle peut s'entendre au sens du tout premier Ministère français de l'environnement. Les Sciences Humaines dualistes ont en effet à la fois fait l'impasse sur la question de l'Inné et de l'Acquis, la similitude de la majorité des comportements animaliers et humains comme de l'existence de Dieu (auquel nous serions « organiquement » lié et qui nous « environne » de son omniprésence). D'un malade mental, on dit qu'il perd la raison, mais jamais qu'il hallucine en confondant gains en vitesse et gains de temps, qu'il a perdu le sens du Temps, tout comme il a perdu l'usage de ses instincts, de ses cinq sens, de sa capacité de survie, tout aussi bien qu'il a perdu le sens du Bien, du Beau, de l'Empathie, la capacité d'aimer et de servir son prochain.
À la mort d'Alan Watts, Pierre Hadot publiait essentiellement ses travaux sur Plotin et n'avait pas encore décidé de rappeler fortement que toute la philosophie antique, avant toute formulation spéculative et doctrinale, est un nécessaire changement volontaire de « style de vie ». Roger-Pol Droit n'avait pas encore déclaré que « Philosophiquement la démarche du bouddhisme consiste en une sorte de mouvement de déliaison, de désobstruction, ce qu’une expression anglaise comme to clear the way rend assez bien. Il y a là l’idée de libérer le passage, d’ôter les obstacles, plutôt que de construire des vérités. » Jean-François Revel et Matthieu Ricard n'avaient pas fait dialoguer science moderne et religion, Jean François Billeter et François Jullien n'avaient pas encore eu leur « Dispute », etc.
Bien d'autres événements ouvrant le XXIe siècle seraient à mentionner, qui entrent en résonance avec les clés simples, vulgaires, populaires qu'Alan Watts proposait pour que chacun trouve joie et paix, sa voie et sa place au monde.

## Ouvrages traduits en français
- Le bouddhisme zen (Payot, 2002)
- L'esprit du zen (The Spirit of Zen, 1936), traduit par Marie-Béatrice Jehl (Dangles, 1976 ; réédition les éditions du Seuil, en collection Points - Sagesses, 2005)
- Face à Dieu (Denoël/Gonthier, 1981)
- Joyeuse cosmologie : Aventures dans la chimie de la conscience (The Joyous Cosmology, 1962) (Fayard, 1971)
- Matière à réflexion : essais sur la relation de l'homme avec la matérialité, traduit par Maurice de Cheveigné, avec la collaboration de Jean-Robert Masson (Denoël/Gonthier, 1972)
- Quel temps va-t-il faire ?, traduit par Anne Pinot (Hatier, 1970)
- Être Dieu. Au-delà de l'au-delà, traduit par William Desmond (Denoël/Gonthier, 1977)
- L'envers du néant. Introduction de William Desmond (Denoël/Gonthier, 1978)
- Le livre de la sagesse (The book: on the taboo against knowing who you are, 1966), traduit par Élisabeth Gille (Denoël/Gonthier, 1974)
- Mémoires (My Own Way. An Autobiography. 1915-1965, 1973), trad., Fayard, 1977
- Psychothérapie orientale et occidentale, trad. par Françoise Baqué (Fayard, 1974)
- Amour et connaissance, traduit par Pierre-Henri Gonthier (Gonthier, 1966 ; Réédition : Denoël/Gonthier, 1971, Almora, 2007)
- La Philosophie du Tao (Éditions du Rocher, 2000)
- La signification du bonheur, traduit par William Desmond (Dénoël/Gonthier, 1981)
- Deux essais sur l'expérience spirituelle, traduit par Jeann Chantal et Thierry Fournier, préf. par Pierre Lhermite (La Harpe d'Éole, 1988)
- Quelque part dans les nuages à une adresse inconnue, traduit par Robert Fouques Duparc (Stock, 1979)
- Bienheureuse insécurité : une réponse à l'angoisse de notre temps, (The Wisdom of insecurity, 1951) traduit par Frédéric Magne (Stock, 1977 ; réédition 1981 et Payot & Rivages, 2003 sous le titre Éloge de l'Insécurité, traduit par Benjamin Guérif)
- Les deux mains de Dieu. Les mythes de polarité (Édition Le Mail, 1983)